# Spider-Man: No Way Home
Spider-Man: No Way Home er en amerikansk superheltefilm fra 2021 som er baseret på Marvel Comics karakter Spider-Man. Filmen er produceret af Columbia Pictures og Marvel Studios, og distribueres af Sony Pictures. Den er en efterfølger til Spider-Man: Far From Home og er tænkt som den syvogtyvende filmen i Marvel Cinematic Universe (MCU). Filmen er instrueret af Jon Watts, skrevet af Chris McKenna og Erik Sommers.

## Medvirkende
- Tom Holland som Peter Parker / Spider-Man
- Zendaya som MJ
- Jon Favreau som Happy Hogan
- Benedict Cumberbatch som  Doctor Strange
- Marisa Tomei som  May Parker
- J.K. Simmons som J. Jonah Jameson
- Angourie Rice som Betty Brant
- Jamie Foxx som  Max Dillon / Electro
- Alfred Molina som Otto Octavius / Doctor Octopus
- Rhys Ifans som  Dr. Curt Connors /Lizard
- Thomas Haden Church som Flint Marko / Sandman
- Martin Starr som Mr. Harrington
- Benedict Wong som Wong
- Jacob Batalon som  Ned Leeds
- Tony Revolori som  Flash Thompson
- Andrew garfield som Spiderman
- Toby Maguire som Spiderman